# HMS Gloucester (62)
HMS Gloucester (62) là một tàu tuần dương hạng nhẹ của Hải quân Hoàng gia Anh Quốc thuộc lớp Town (1936), từng phục vụ trong Chiến tranh Thế giới thứ hai và đã bị máy bay ném bom Đức đánh chìm tại Địa Trung Hải vào ngày 22 tháng 5 năm 1942 trong trận Crete với tổn thất 722 người trong tổng số 807 thành viên thủy thủ đoàn.

## Thiết kế và chế tạo
Lớp tàu tuần dương Town bao gồm 10 chiếc được Hải quân Anh chế tạo trước Thế Chiến II, được thiết kế nhằm tuân thủ những hạn chế đặt ra bởi Hiệp ước Hải quân London năm 1930, có trọng lượng choán nước 11.930 tấn và tốc độ tối đa 32 knot (59 km/h). Chúng được trang bị dàn pháo chính 152 mm (6 inch); bao gồm ba lớp phụ riêng biệt, trong đó Gloucester là chiếc dẫn đầu của lớp phụ thứ hai. Nó được đặt lườn tại Xưởng tàu Devonport tại Plymouth vào ngày 22 tháng 9 năm 1936, được hạ thủy vào ngày 19 tháng 10 năm 1937 và được đưa ra hoạt động vào ngày 31 tháng 1 năm 1939.

## Lịch sử hoạt động

### Ấn Độ Dương và Nam Phi
Vào ngày 7 tháng 4 năm 1939, Gloucester rời Malta chuyển đến Đông Ấn đảm nhiệm vai trò soái hạm của Hải đội Tuần dương 4 dưới quyền chỉ huy của Chuẩn Đô đốc Ralph Leathem. Nó trải qua hầu hết thời gian tuần tra trong Ấn Độ Dương. Vào tháng 12, nó di chuyển đến Simonstown, Nam Phi, nơi nó được sử dụng không thành công trong việc chống lại các tàu cướp tàu buôn Đức.

### Địa Trung Hải
Sang tháng 5 năm 1940, Gloucester được điều động đến Địa Trung Hải. Vào ngày 7 tháng 7, nó khởi hành từ Alexandria hướng đến Malta cùng với phần còn lại của hạm đội dưới quyền Phó đô đốc Cunningham đảm trách nhiệm vụ hộ tống vận tải. Ngày hôm sau, trong một đợt không kích của máy bay Ý, một quả bom đánh trúng ngay cầu tàu đã làm thiệt mạng 18 người ngay lập tức, bao gồm Thuyền trưởng, Đại tá Hải quân F. R. Garside, Trung tá J R D'Aeth và các thiếu tá Churchill và Lindsay. Do hậu quả của hư hỏng, con tàu không thể bẻ lái từ cầu tàu và bị mất kiểm soát trong một lúc cho đến khi Thiếu tá Reginald P. Tanner nắm quyền chỉ huy từ vị trí lái phía đuôi. Cho dù cầu tàu không thể hoạt động, con tàu vẫn giữ vững đội hình trong hạm đội và đã tham gia tác chiến vào ngày 9 tháng 7 trong trận Calabria. Sau trận chiến, hạm đội gặp gỡ các tàu vận tải Đồng Minh tại Malta trước khi quay trở lại Alexandria vào ngày 13 tháng 7.
Trong khi công việc sửa chữa cầu tàu được thực hiện tại Alexandria, thủy thủ đoàn được giới thiệu vị chỉ huy mới, Đại tá Hải quân Henry Aubrey Rowley, DSO, và Thiếu tá Tanner được thăng lên Trung tá.
Gloucester trải qua những tháng cuối của năm 1940 tại khu vực Đông Địa Trung Hải và biển Aegean. Vào ngày 11 tháng 1 năm 1941, trong khi hỗ trợ cho một loạt các chuyến vận tải phối hợp dưới tên gọi Chiến dịch Excess, Gloucester cùng Southampton đã khởi hành từ Malta, và cả hai phải chịu đựng một cuộc không kích bởi các máy bay ném bom bổ nhào Junkers Ju 87 (Stuka). Gloucester bị đánh trúng một quả bom nhưng không phát nổ. Southampton bị đánh trúng ít nhất hai quả bom ở về phía Đông Nam Malta và bị bốc cháy; đám cháy lan nhanh từ đuôi tàu đến mũi tàu làm nhiều người bị kẹt lại trong các tầng hầm bên dưới. 81 người đã bị thiệt mạng trong trận chiến, những người sống sót được Gloucester và HMS Diamond cứu vớt. Bị hư hại nặng và không còn động lực, Southampton bị đánh chìm bởi một quả ngư lôi của Gloucester và bốn quả của HMS Orion. Trong tháng 3, Gloucester tham gia trận Matapan, và trong tháng 4 nó đã tiến hành nhiều cuộc bắn phá mục tiêu đối phương dọc theo bờ biển Bắc Phi. Trong một nhiệm vụ như vậy diễn ra vào ngày 21 tháng 4 năm 1941, dưới sự chỉ huy của Đô đốc Andrew Cunningham, Tổng tư lệnh Hạm đội Địa Trung Hải, Gloucester đã cùng với các thiết giáp hạm Warspite, Valiant và Barham cùng nhiều tàu khu trục tấn công cảng Tripoli. Một quả bom ném trúng đã khiến nó bị hư hại nhẹ.

### Bị đánh chìm

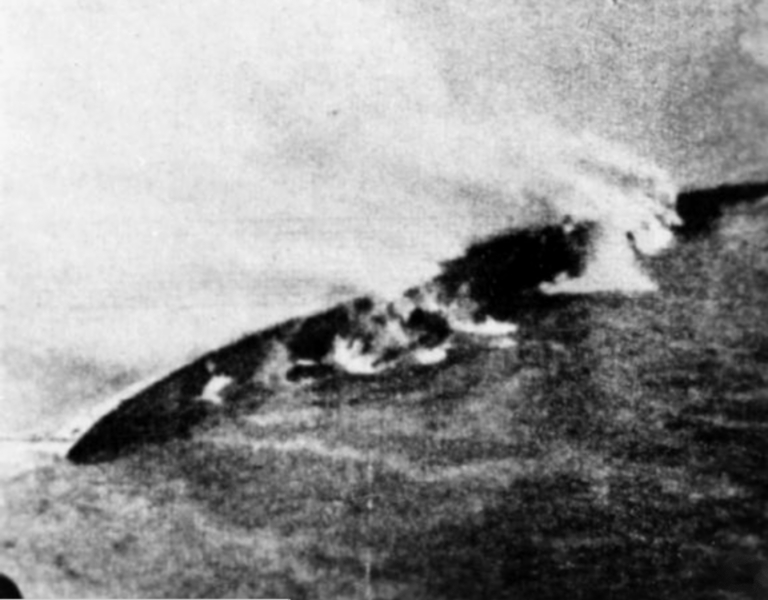
Ảnh chụp bởi phi công Đức ghi lại lúc Gloucester bị đánh chìm ngoài khơi bờ biển Crete, 22 tháng 5 năm 1941

Gloucester tham gia hình thành nên lực lượng hoạt động chống lại các chuyến vận tải quân sự của Đức đến đảo Crete với một số thành công. Vào ngày 22 tháng 5 năm 1941, đang khi ở eo biển Kithera cách 14 mi (12 nmi; 23 km) về phía Bắc đảo Crete, nó bị máy bay ném bom bổ nhào Junkers Ju 87 của Đức tấn công và đánh chìm, trúng ít nhất bốn quả bom cùng ba quả suýt trúng. Trong số 807 người có mặt trên tàu vào lúc nó bị chìm, chỉ có 85 người sống sót. Việc nó bị đánh chìm được xem là một trong những thảm họa hải quân tồi tệ nhất của Anh Quốc trong chiến tranh.
Tình huống đưa đến việc Gloucester bị đánh chìm là đề tài của một phim tài liệu của BBC. Căn cứ theo nguồn này, quyết định phái Gloucester, đơn độc một mình và bị thiếu hụt nhiên liệu lẫn đạn phòng không (còn lại ít hơn 20%), vào khu vực nguy hiểm là một "sai lầm trầm trọng". Hơn nữa, việc không tìm cách tổ chức cứu vớt những người còn sống sót sau khi trời tối "đi ngược lại hành động thông thường của Hải quân". Một người sống sót đã bình luận: "Truyền thống của Hải quân là khi một con tàu bị đánh chìm, một con tàu khác sẽ được gửi đến để vớt những người sống sót trong sự che chở của bóng đêm. Điều này đã không xảy ra và chúng tôi không biết tại sao. Chúng tôi được người Đức vớt."
Một nguồn khác nêu lên những chi tiết khác biệt và có thể bổ sung cho báo cáo của BBC. Theo đó, Gloucester và Fiji, cả hai đều đã gần cạn đạn pháo phòng không, được gửi đến để hỗ trợ cứu vớt những người sống sót trên chiếc tàu khu trục Greyhound. Các đợt không kích ác liệt diễn ra tiếp theo đã làm cạn hết đạn và họ được phép quay trở lại đội hình hạm đội. Chính vào lúc quay trở về mà Gloucester bị đánh chìm. Fiji cũng bị đánh chìm sau đó cùng ngày.
Vào ngày 30 tháng 5 năm 1941, trong một lá thư gửi cho Thứ trưởng Hải quân Anh Sir Dudley Pound, Đô đốc Cunningham đã viết: "Việc gửi Gloucester và Fiji quay trở lại giúp đỡ Greyhound là một sai lầm nghiêm trọng khác và đã khiến chúng ta mất hai chiếc đó. Chúng hầu như đã hết đạn; nhưng nếu như chúng còn đầy đủ đạn tôi nghĩ chúng cũng sẽ bị mất. Sĩ quan chỉ huy của Fiji báo cáo với tôi rằng bầu trời bên trên Gloucester dày đặc máy bay đối phương."
Địa điểm của xác tàu đắm là nơi được bảo vệ theo Luật bảo vệ di sản quân sự.
Trong số thành viên thủy thủ đoàn có cầu thủ bóng đá thuộc câu lạc bộ Southampton Norman Catlin.